# Lutte Berg
Lutte Berg (Svezia, 30 aprile 1963) è un chitarrista svedese.

## Discografia
- Mountains Breath (1990)
- Santa Sofia (1993)
- Mascarò (1998)
- Ensemble (2004)
- Landskap (2009)